# Voyage avec Charley
Travels with Charley: In Search of America est un récit de voyage de l’écrivain américain John Steinbeck. Il raconte le road trip de Steinbeck à travers les États-Unis en 1960 en compagnie de son caniche Charley. Steinbeck écrit qu'il a fait ce voyage poussé par le désir de voir son pays sur le plan personnel puisqu'il vivait en écrivant dessus. Son voyage suscite beaucoup de questions en lui, la principale étant « à quoi ressemblent les Américains aujourd'hui (« What are Americans like today? »)? » Cependant il découvrit qu'il s'inquiétait en réalité pour la nouvelle Amérique qu'il vit durant ce voyage.
Steinbeck traverse les États-Unis dans un camping-car spécialement fabriqué pour l'occasion qu'il appelle Rocinante d'après le cheval de Don Quichote. Son voyage commence à Long Island, New York et suit approximativement la frontière extérieure des États-Unis, du Maine jusqu'au Nord-Ouest Pacifique, puis vers le Sud dans sa Vallée de la Salinas natale en Californie, à travers le Texas, puis jusqu'au Sud profond pour revenir à New York. Ce voyage fait environ 16 000 kilomètres.
Selon Thom Steinbeck, le fils ainé de l’écrivain, la vraie raison du voyage est que Steinbeck se savait mourant et voulait voir son pays une dernière fois. Le jeune Steinbeck était surpris que sa belle-mère autorise ce voyage ; son état cardiaque fait qu'il aurait pu mourir à tout moment
Dans le recueil de nouvelles de Steinbeck, Les Pâturages du ciel, un des personnages considère le roman de Stevenson Voyage avec un âne dans les Cévennes comme une des plus grandes œuvres de la littérature anglaise et appelle son enfant Robert Louis. Plus tard Steinbeck et sa femme Elaine s’inspirèrent de Stevenson en choisissant le titre Travels with Charley.